# Onthophagus parmatus
Onthophagus parmatus es una especie de insecto del género Onthophagus, familia Scarabaeidae, orden Coleoptera.

Fue descrita científicamente por Reitter en 1892.